# Uebersyren
Uebersyren (Luxemburgs: Iwwersiren, Duits: Übersyren) is een plaats in de gemeente Schuttrange en het kanton Luxemburg in Luxemburg.
Uebersyren telt 605 inwoners (2001).